# (617103) 2003 FM129
(617103) 2003 FM129 est un objet transneptunien du groupe des objets épars. 

## Caractéristiques
(617103) 2003 FM129 mesure environ 200 km de diamètre.